# Cerkiew Zmartwychwstania Pańskiego w Witebsku
Cerkiew Zmartwychwstania Pańskiego (biał. Васкрасенская царква на рынкавым пляцы ў Віцебску, Рынкавая царква) – cerkiew zbudowana w XVIII wieku w stylu baroku wileńskiego po zachodniej stronie witebskiego rynku, początkowo unicka, następnie służąca parafii prawosławnej, zniszczona przez bolszewików i odbudowana na początku XXI wieku. Należy do dekanatu Witebsk – św. Mikołaja w eparchii witebskiej i orszańskiej Egzarchatu Białoruskiego Patriarchatu Moskiewskiego.

## Historia
Powstała w latach 1740–1750 jako murowana świątynia unicka na miejscu wcześniejszej drewnianej cerkwi (prawosławnej, a później greckokatolickiej) z fundacji Mikołaja Smyka. Przyjmuje się, że projekt wykonał Józef Fontana. Tuż przed I rozbiorem Rzeczypospolitej dokonano poświęcenia nowej cerkwi, jednak w 1834 rosyjskie władze zadecydowały o jej przekazaniu prawosławnym. W 1841 powstał plan przebudowy ówczesnej cerkwi w stylu neoklasycyzmu, jednak ostatecznie nie został zrealizowany. Nad głównym budynkiem świątyni wzniesiono w drugiej połowie XIX wieku niewielką złoconą kopułę w stylu pseudoruskim. 
Na krótko przed I wojną światową obiekt przeszedł renowację, jednak w 1936 został zniszczony przez bolszewików. Po odzyskaniu przez Białoruś niepodległości w 1991 była możliwa powtórna budowa świątyni, którą ukończono w 2009.

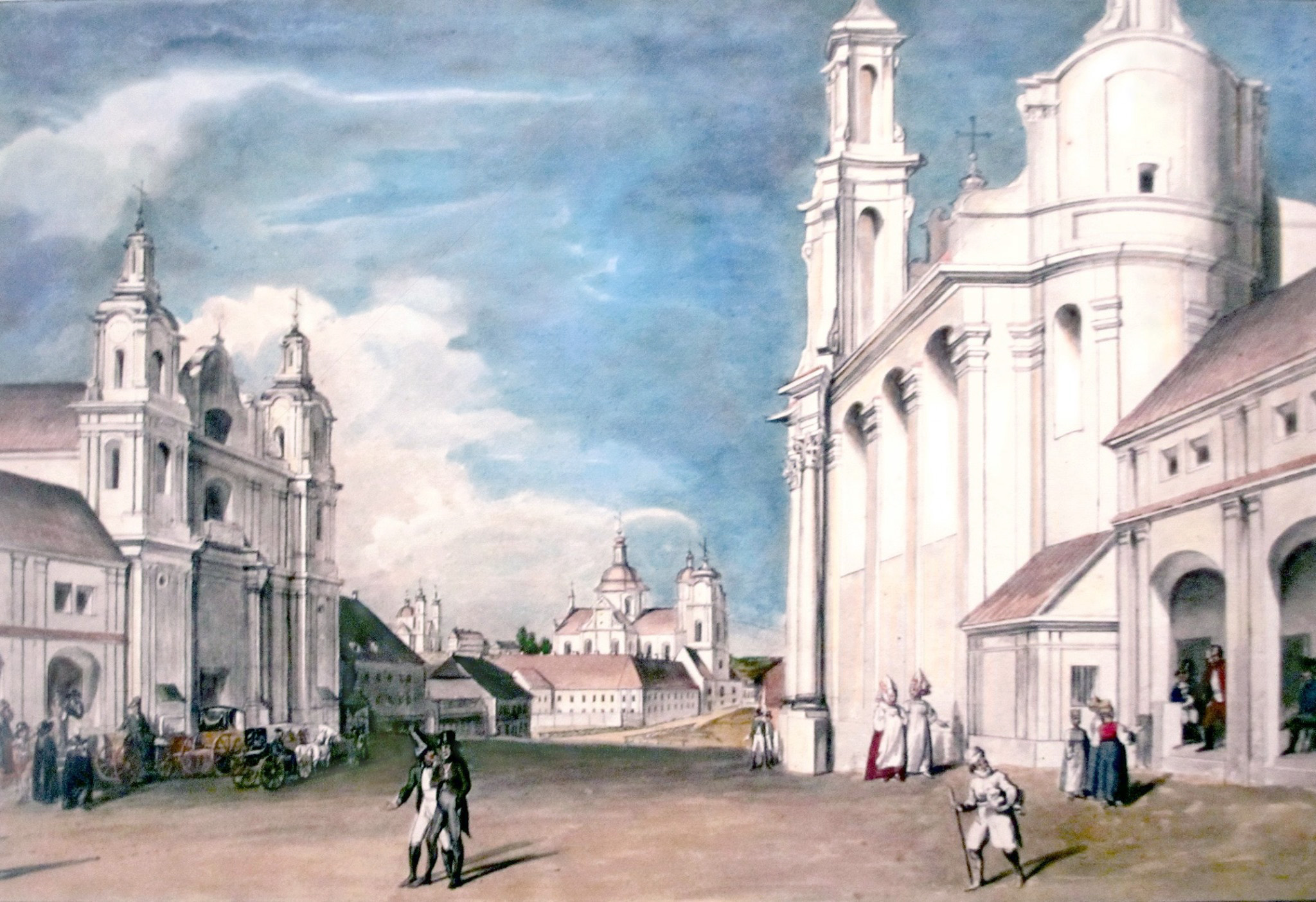
Witebsk w początkach XIX wieku – z lewej strony kościół św. Antoniego, w oddali kościół Jezuitów, z prawej cerkiew Zmartwychwstania
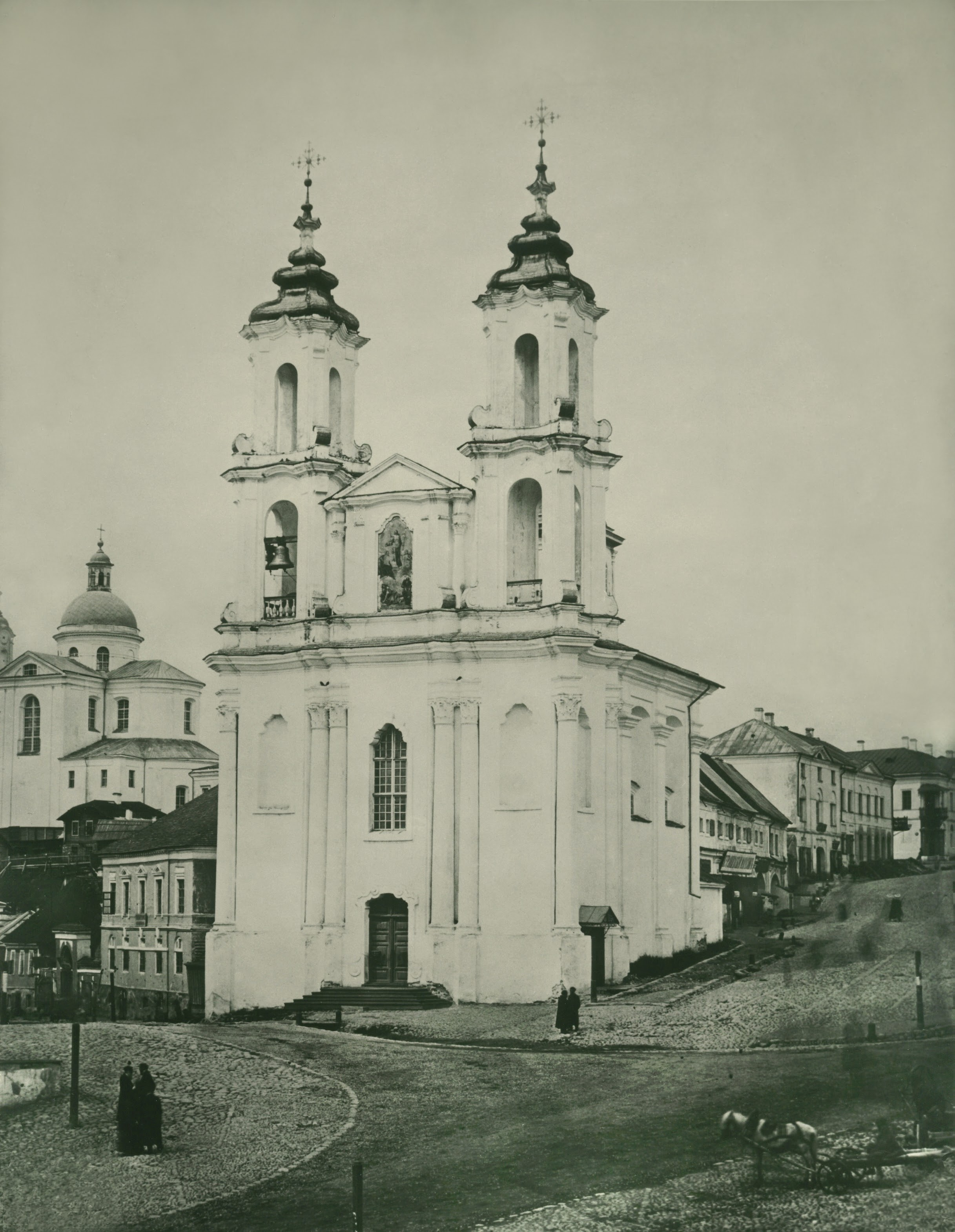
Cerkiew pod koniec XIX wieku
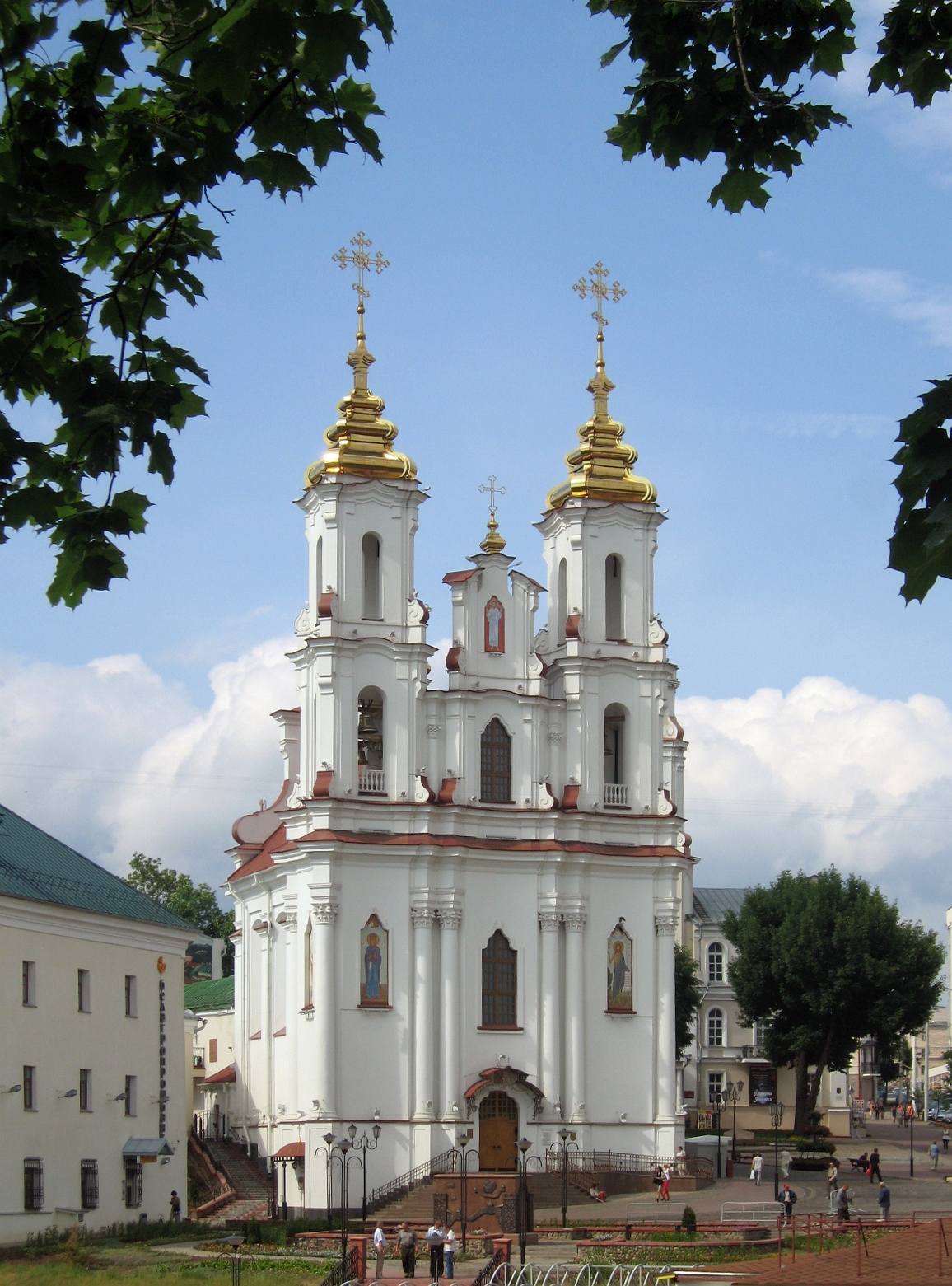
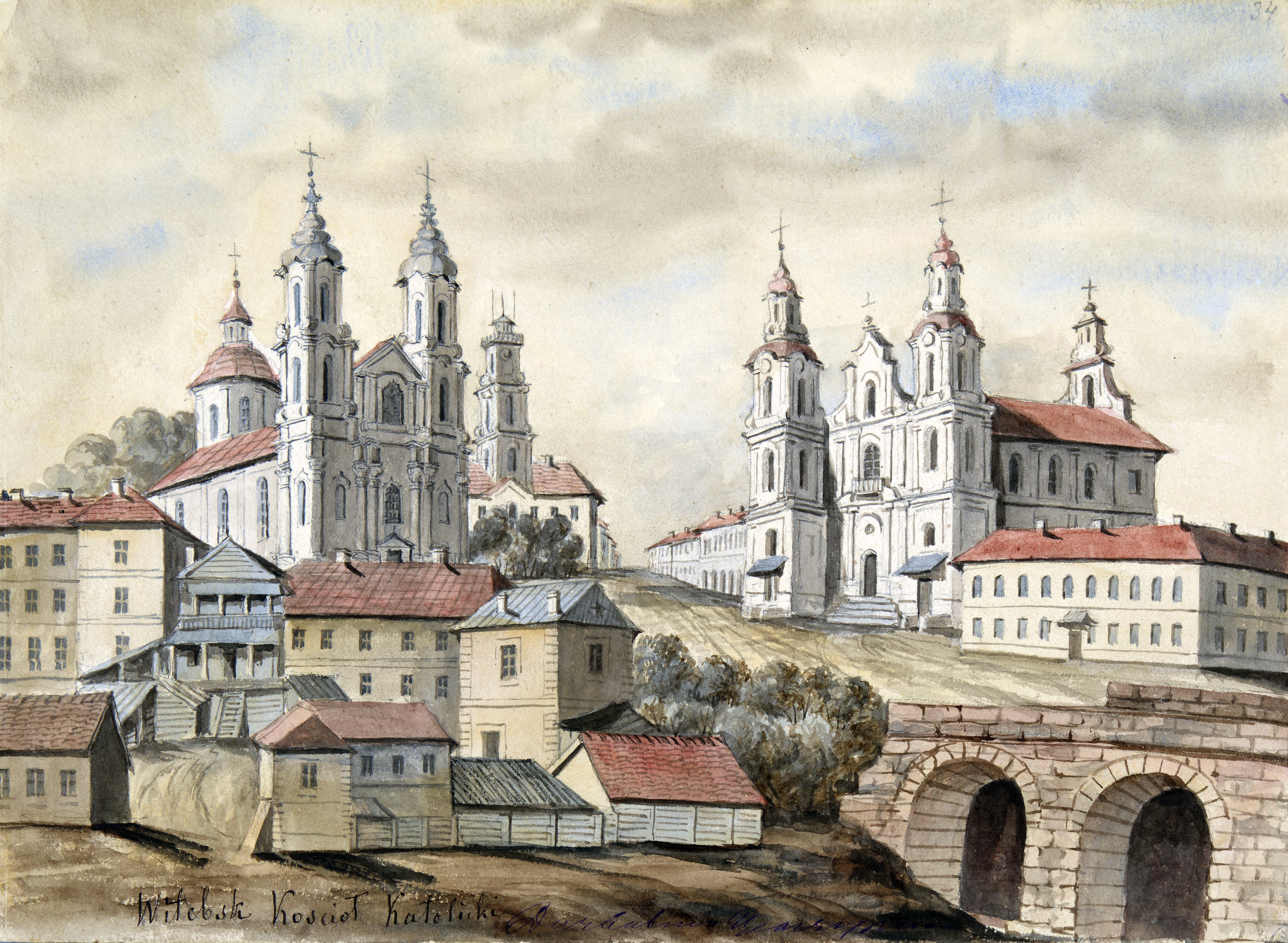
Widok N. Ordy z 1875. Cerkiew po lewej stronie.
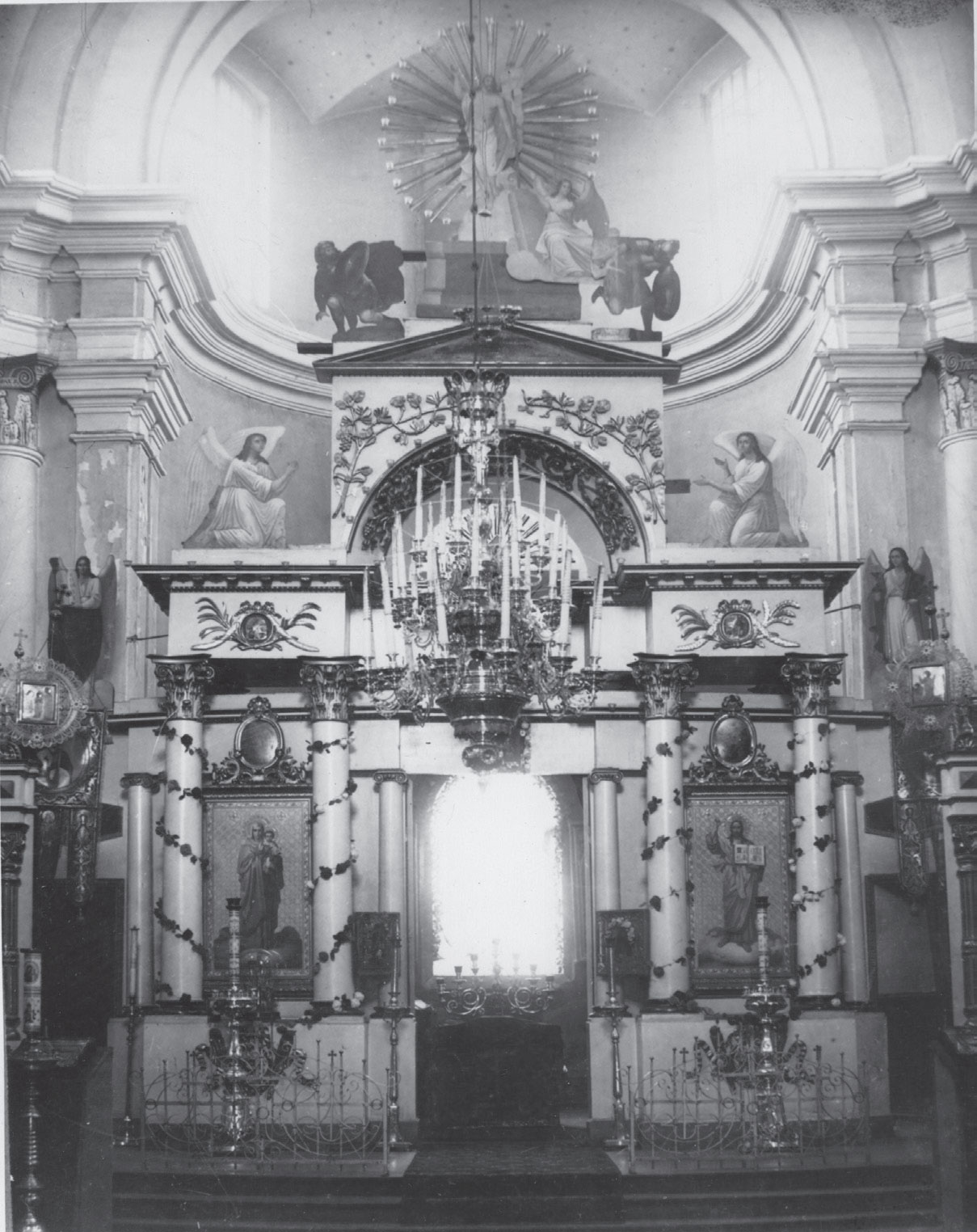
Wnętrze na początku XX wieku
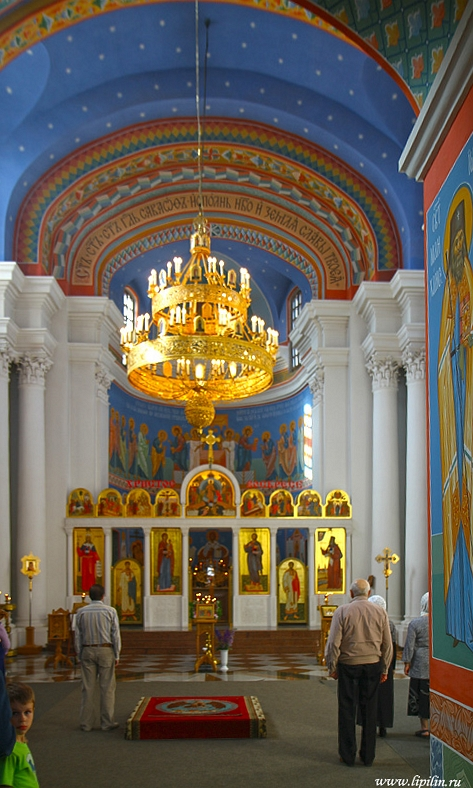
Ikonostas
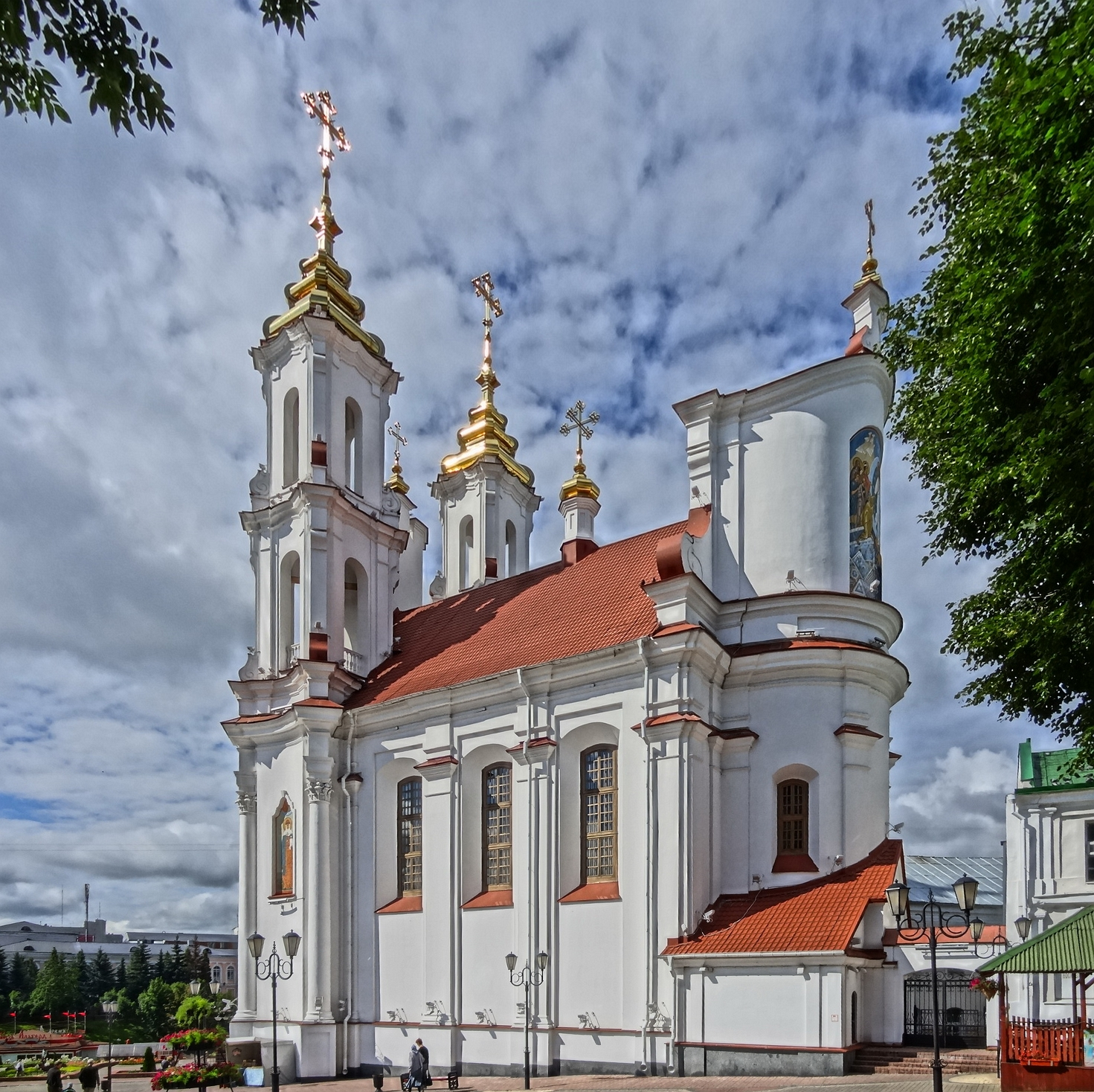